# Togocetus
Togocetus («кит Того») — рід вимерлих китоподібних з лютеції (нижнього еоцену) Того, відомий за скам'янілим скелетом, знайденим за кілька кілометрів на північний схід від Ломе.

## Відкриття та опис
Скелет був знайдений у районі видобутку фосфатів, Кпогаме-Хахотое, який розташований на північ від озера Того. Він був вбудований у фосфаренітове кісткове ложе, що датується 46–44 мільйонами років тому, і перекривало стару скелю, групу Таблігбо. Останки були описані в 2014 році Філіпом Д. Гінгеріхом і Анрі Каппеттою, які встановили для них новий монотипний рід Togocetus і новий вид T. traversei, присвячений Мішелю Траверсу. За словами двох авторів, Togocetus був напівводною твариною, яка мала вагу близько 300–400 кілограмів. Це була протоцетида з досить примітивними рисами, такими як ще досить довга шия, пальцевий манус і спеціалізується на плаванні пес. він має багато схожості з родами протоцетид Protocetus і Pappocetus, основні відмінності полягають у меншому нижньощелепному каналі, втраті fovea capitis femoris (отже, зв'язки головки стегнової кістки) і деяких ознаках, пов'язаних з молярними тригонідами.